# Озеро Маккай (Титан)
Озеро Маккай (лат. Mackay Lacus) — углеводородное озеро на поверхности самого крупного спутника Сатурна — Титана. Центр имеет координаты 78°19′ с. ш. 262°28′ в. д. / 78,32° с. ш. 262,47° в. д..
Размер углеводоёма составляет примерно 180 км. Находится в северной полярной области Титана, рядом с его морями (Кракена, Лигеи и Пунги). Озеро состоит из жидких углеводородов, главным образом это метан, этан и пропан. Обнаружено на переданных снимках космического аппарата «Кассини-Гюйгенс». Названо в честь земного озера Маккай, расположенного в Австралии. Название было утверждено Международным астрономическим союзом в 2007 году.

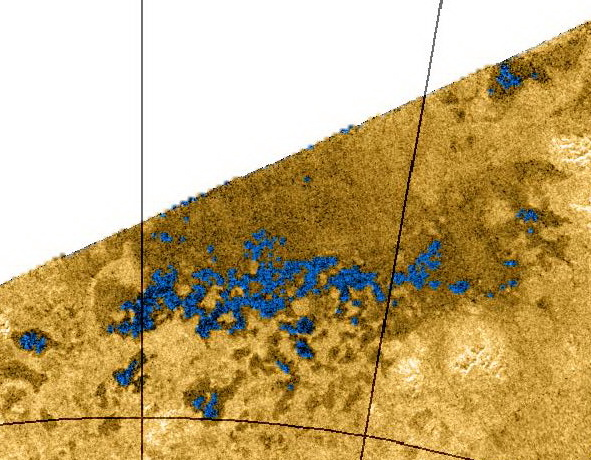
Радиоизображение озера Маккай, основанное на данных от космического аппарата «Кассини-Гюйгенс» (псевдоцвета)